# Méfie-toi
Pistes de Innamoramento
Je te rends ton amour
(5) Innamoramento
(7)
Méfie-toi est le sixième titre de l'album studio Innamoramento de Mylène Farmer.
Le morceau se trouve dans le tour de chant lors de la tournée du Mylenium Tour.
Les paroles font références au bouddhisme et plus spécialement au livre tibétain de la vie et de la mort de Sogyal Rinpoché. Il évoque aussi l'astrologie et les divinités égyptiennes Isis, Apophis et Osiris sous l'acronyme IAO.